# 善部町
善部町（ぜんぶちょう）は、神奈川県横浜市旭区の町名。丁番を持たない単独町名である。住居表示未実施区域。

## 地理
旭区の南西部に位置し、北は南希望が丘、東はさちが丘と柏町、西は瀬谷区阿久和東と同区阿久和南、南は泉区新橋町、同区池の谷と各々接している。町内の大部分が住宅地で、特に、西部（訓練校通りの善部第一公園から阿久和方面への一帯）にある長銀がかつて分譲した住宅地は長銀団地（ちょうぎんだんち）と呼ばれ、閑静な住宅街となっている。長銀団地地区は市道東希望が丘線をはさんで向かいが瀬谷区なので、瀬谷区との関わりが深い。町内を主要地方道横浜市道鴨居上飯田線（通称善部街道）、東海道新幹線が通過する。

### 地価
住宅地の地価は、2025年（令和7年）1月1日の公示地価によれば、善部町42番12の地点で18万3000円/m²となっている。

## 歴史
かつては武蔵国都筑郡に属しており、西側の端は旧相模国との国境（現在では瀬谷区との区境）となっている。江戸時代に二俣川村の小名として善部谷という名が既に存在し、1961年（昭和36年）11月1日に二俣川町、小高町の一部より新設された。

### 地名の由来
地名の由来となっている善部とは、谷あいの狭い地形や両側から山が迫っている、あるいは谷が行き止まりである地形を表したものではないかと考えられている。

### 沿革
- 1961年（昭和36年）11月1日 - 二俣川町、小高町の各一部から編入し、横浜市保土ケ谷区善部町を新設する[6]。
- 1969年（昭和44年）10月1日 - 保土ケ谷区を再編し、旭区を新設。横浜市旭区善部町となる[7]。
- 1979年（昭和54年）6月26日 - 土地区画整理事業（柏）[8]に伴い、善部町の一部を柏町へ編入する[9]。

### 町名の変遷
| 実施後 | 実施年月日                | 実施前（各町名ともその一部） |
| ------ | ------------------------- | ---------------------------- |
| 善部町 | 1961年（昭和36年）11月1日 | 二俣川町、小高町の各一部     |

## 世帯数と人口
2025年（令和7年）6月30日現在（横浜市発表）の世帯数と人口は以下の通りである。
| 町丁   | 世帯数    | 人口    |
| ------ | --------- | ------- |
| 善部町 | 2,630世帯 | 5,769人 |

### 人口の変遷
国勢調査による人口の推移。
| 年                 | 人口  |
| ------------------ | ----- |
| 1995年（平成7年）  | 5,325 |
| 2000年（平成12年） | 5,417 |
| 2005年（平成17年） | 5,433 |
| 2010年（平成22年） | 5,629 |
| 2015年（平成27年） | 5,686 |
| 2020年（令和2年）  | 5,718 |

### 世帯数の変遷
国勢調査による世帯数の推移。
| 年                 | 世帯数 |
| ------------------ | ------ |
| 1995年（平成7年）  | 1,888  |
| 2000年（平成12年） | 1,963  |
| 2005年（平成17年） | 2,020  |
| 2010年（平成22年） | 2,155  |
| 2015年（平成27年） | 2,257  |
| 2020年（令和2年）  | 2,306  |

## 学区
市立小・中学校に通う場合、学区は以下の通りとなる（2024年11月時点）。
| 番・番地等                                    | 小学校                 | 中学校                   |
| --------------------------------------------- | ---------------------- | ------------------------ |
| 1番地〜96番地の1 96番地の4〜終り 126〜160番地 | 横浜市立善部小学校     | 横浜市立南希望が丘中学校 |
| 96番地の2 97〜125番地                         | 横浜市立さちが丘小学校 | 横浜市立万騎が原中学校   |

## 事業所
2021年（令和3年）現在の経済センサス調査による事業所数と従業員数は以下の通りである。
| 町丁   | 事業所数 | 従業員数 |
| ------ | -------- | -------- |
| 善部町 | 54事業所 | 479人    |

### 事業者数の変遷
経済センサスによる事業所数の推移。
| 年                 | 事業者数 |
| ------------------ | -------- |
| 2016年（平成28年） | 60       |
| 2021年（令和3年）  | 54       |

### 従業員数の変遷
経済センサスによる従業員数の推移。
| 年                 | 従業員数 |
| ------------------ | -------- |
| 2016年（平成28年） | 463      |
| 2021年（令和3年）  | 479      |

## 交通

### 東部
鉄道は相鉄希望ヶ丘駅や二俣川駅、相鉄いずみ野線南万騎が原駅、緑園都市駅（泉区）が最寄りとなる。バスは相鉄バスが善部第一バス停、桃源台バス停から希望ヶ丘駅行きのバスや二俣川駅行きのバスが運行している。これらのバス停から緑園都市駅行きのバスも運行しているが、1日1往復の運行のみと非常に少ない。

### 西部（長銀団地）
鉄道は相鉄希望ヶ丘駅や三ツ境駅（瀬谷区）、相鉄いずみ野線南万騎が原駅、緑園都市駅（泉区）、弥生台駅（泉区）、いずみ野駅（泉区）が最寄りとなる。また、バスで戸塚駅にもアクセスできる（後述参照）。バスは相鉄バスが善部第二バス停、善部第三バス停から希望ヶ丘駅行きのバスや二俣川駅行きのバスが、神奈中バスが隣の瀬谷区阿久和東にある宮の腰バス停、阿久和バス停から三ツ境駅行きのバスや戸塚駅東口行きのバスが運行している。さらに、同じく瀬谷区阿久和南と阿久和西にまたがる阿久和坂上バス停からいずみ野駅行きのバスも利用可能である。

## 施設
町内に中規模以上の商業施設がないため、日常の買い物は希望ヶ丘駅周辺にあるライフやロピア、相鉄沿線各駅の近くにあるそうてつローゼン、さらに三ツ境駅周辺にある駅ビルの三ツ境ライフやイオンスタイル三ツ境店などが主に利用されている。

## 史跡
- 妙蓮寺
- 善部神明社
- ねこ塚

## その他

### 日本郵便
- 郵便番号 : 241-0823[3]（集配局：横浜旭郵便局[19]）

### 警察
町内の警察の管轄区域は以下の通りである。
| 番・番地等 | 警察署   | 交番・駐在所   |
| ---------- | -------- | -------------- |
| 全域       | 旭警察署 | 南希望が丘交番 |

## 参考資料
- “横浜市町区域要覧” (PDF).   横浜市市民局 (2016年6月). 2023年6月6日閲覧。 “横浜市町区域要覧”